# Filadelfia
 Ikke at forveksle med Philadelphia.
Filadelfia er en selvejende institution med hjemsted i Dianalund, grundlagt i 1897 af lægen Adolph Sell. De driver Danmarks eneste epilepsihospital, Center for Neurorehabiltering og en specialskole.
Filadelfia er paraplyorganisation for en lang række institutioner:
- Sundhedsområdet:
  - Epilepsihospitalet
  - Center for Neurorehabilitering
- Undervisning og rådgivning:
  - Børneskole
  - Filadelfia Uddannelse
  - Specialrådgivning om Epilepsi
- Socialområdet:
  - Botilbuddene Stormly, Brommeparken og Egebo
  - Rehabilitering og Udviklingscenter

## Epilepsihospitalet
Epilepsihospitalet er Danmarks eneste specialhospital med speciale i epilepsi og beslægtede neurologiske lidelser og rehabillitering af senhjerneskadede. Der foretages både ambulant behandling og behandling.
Foruden den medicinske behandling af epilepsi, varetager man udredning og opfølgning af patienter til kirurgi, behandling med nervus vagus stimulator og ketogen diætbehandling.